# Městský park Tivoli

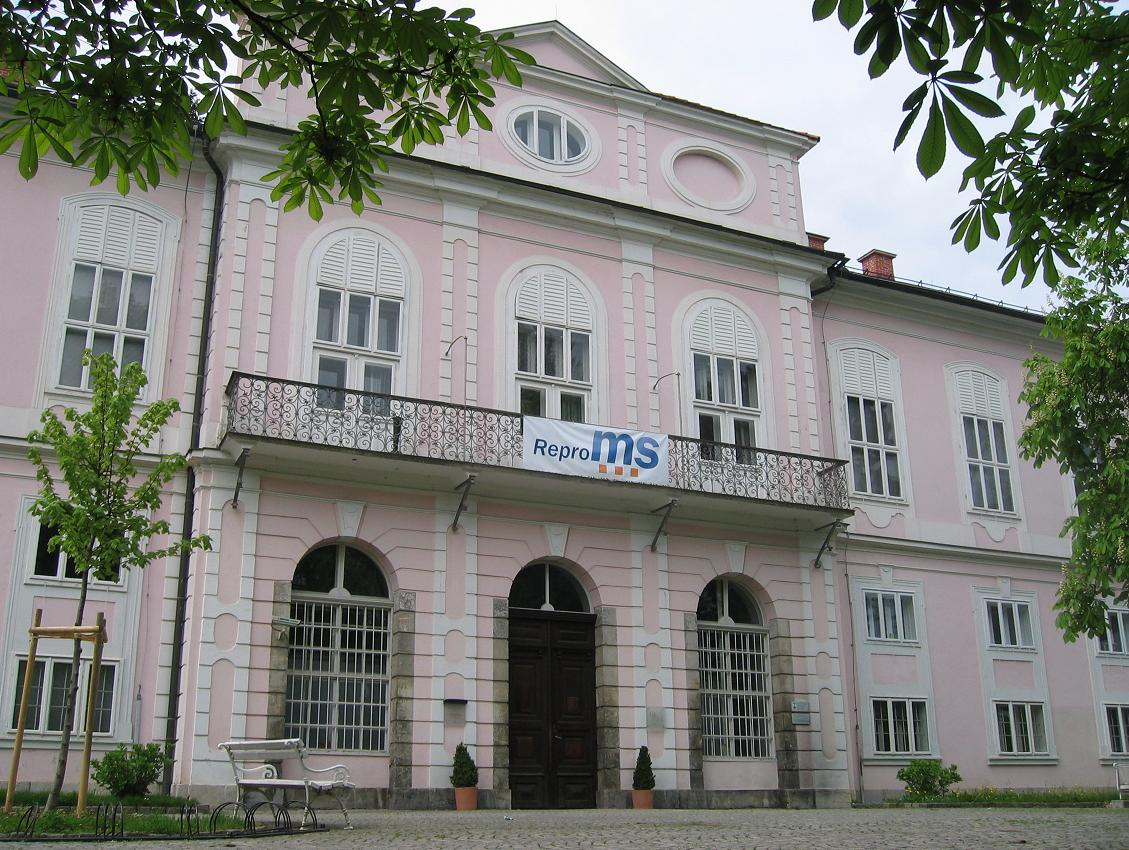
Hrad Cekin

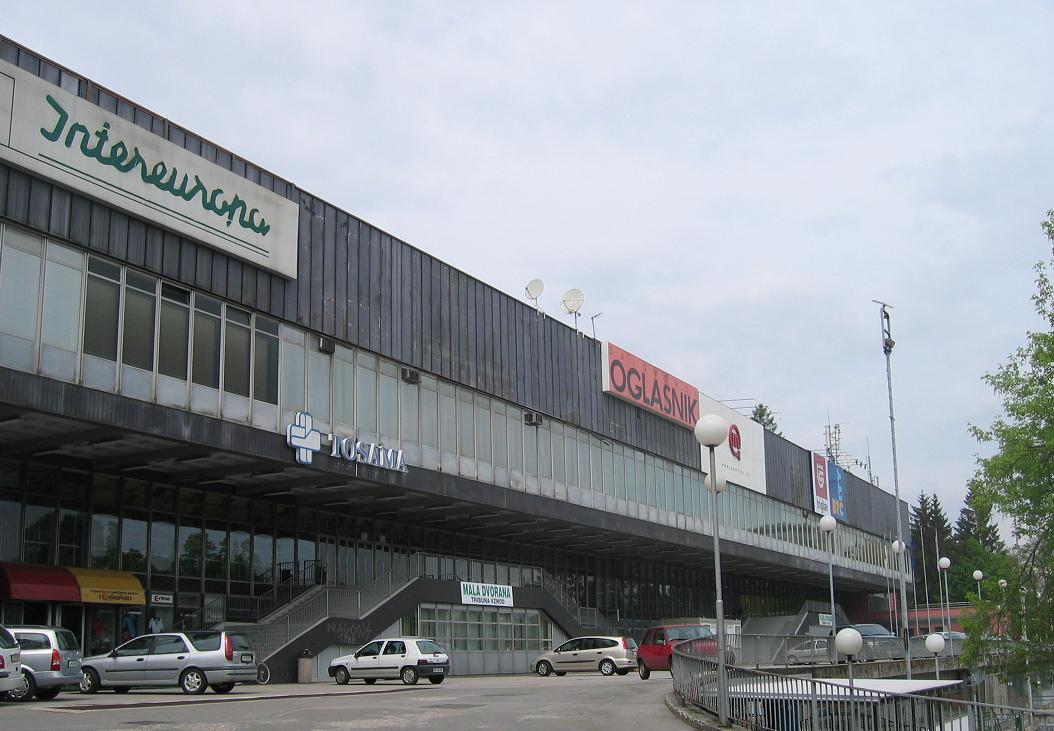
Hala Tivoli

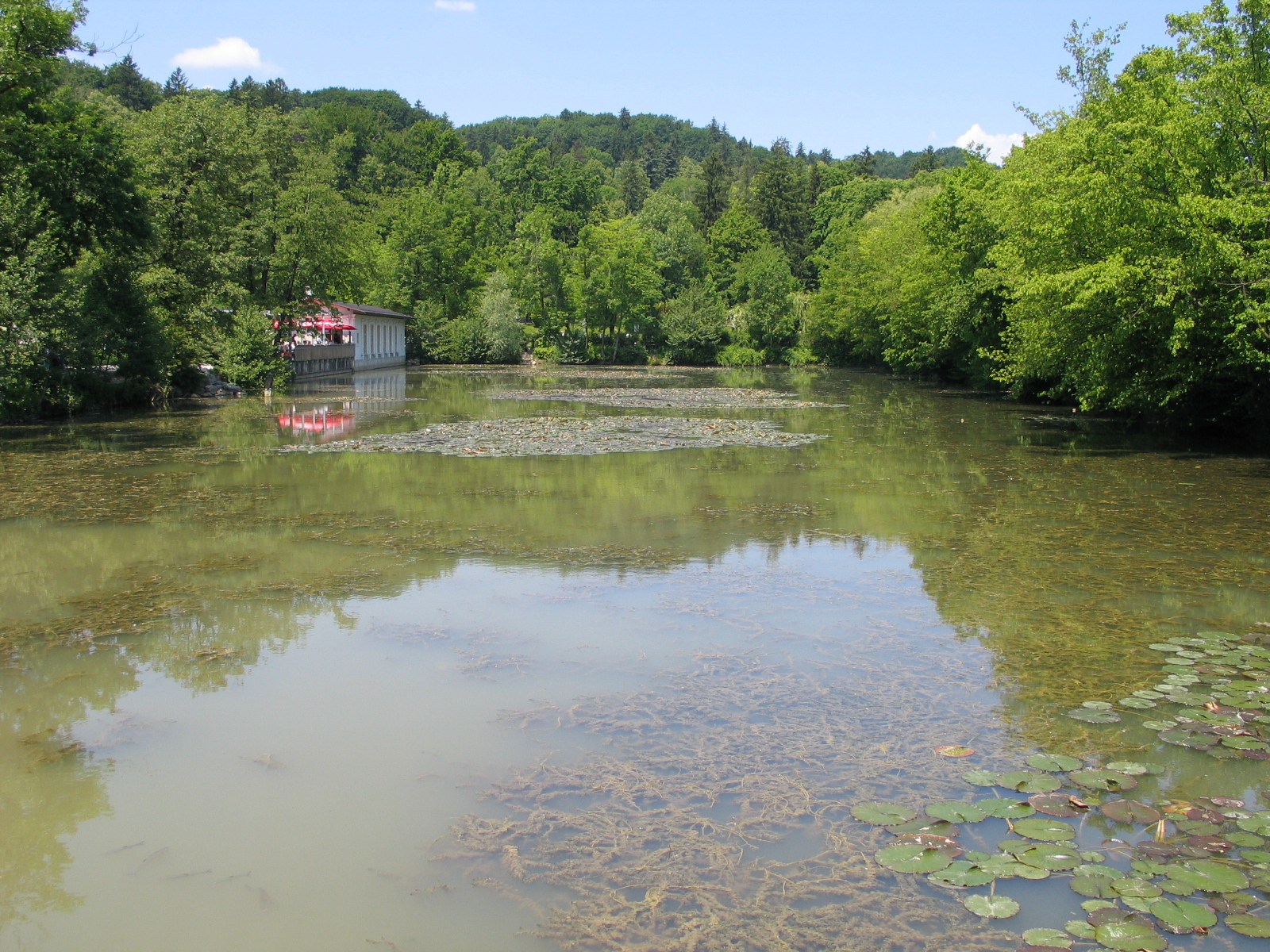
Rybník Tivoli v pozdním jaru. Pohled na sever, v pozadí hora Rožnik.

Městský park Tivoli (slovinsky: Mestni park Tivoli) nebo jednoduše Park Tivoli (Park Tivoli) je největší park v Lublani, hlavním městě Slovinska. Nachází se na západním okraji Centra; táhne se na sever do čtvrti Šiška, na jih do čtvrti Vič a na západ do čtvrti Rožnik. V parku stojí několik významných budov a uměleckých děl. Od roku 1984 je park chráněn jako součást přírodního parku Tivoli – Rožnik – Šiška. Je domovem různých druhů ptáků.

## Památky

### Architektura

#### Hrad Tivoli
Zámek Tivoli je panské sídlo. Je na konci promenády Jakopič. Zámek, který byl postaven v 17. století na troskách předchozího hradu z období renesance, původně vlastnili jezuité. V polovině 19. století jej v neoklasicistním stylu zrekonstruoval maršál Josef Radecký (1766–1858), který mu dal dnešní podobu. V roce 1864 navrhli rakouští sochaři v moravské slévárně čtyři litinové psy, kteří jsou umístění před zámkem. V některých starších zdrojích jsou přisuzováni sochaři Antonovi Dominikovi Fernkornovi (1813–1878). Protože psi nemají jazyky, říkalo se, že sochař Fernkorn kvůli této chybě spáchal sebevraždu zastřelením, což se ukázalo jako nepravda. Za zámkem stojí budova v alpském stylu zvaná Švicarija (dříve Hotel Tivoli). V posledních letech byla zcela obnovena a přestavena na kulturní centrum. Vede kolem ní naučná stezka Jesenko.

#### Hrad Cekin
Cekin je panské sídlo na severním okraji parku Tivoli. Sídlí zde Muzeum moderních dějin Slovinska (Muzej novejše zgodovine Slovenije). Hrad byl postaven v roce 1720 na objednávku Leopolda Lamberga a na základě plánů vídeňského barokního architekta Fischera von Erlacha. Od roku 1951 zde sídlí národní muzeum moderních dějin.

#### Hala Tivoli
Hala Tivoli je komplex dvou víceúčelových halových sportovních arén vedle hradu Cekin. Areál, založený na plánech architekta Marjana Božiče a inženýra Stanka Bloudka, byl otevřen v roce 1965. Větší hokejová aréna má kapacitu 7 000 lidí. Když je aréna upravována pro basketbal, je kapacita upravena na 6 000. Menší basketbalová hala má kapacitu 4500 lidí. V této hale se až do roku 2011 konaly domácí zápasy profesionálního basketbalového týmu KK Union Olimpija, zatímco ve větší hale má základnu profesionální hokejový klub HDD Olimpija Ljubljana.

#### Rybník Tivoli
Na jihovýchodním konci parku Tivoli se nachází rybník Tivoli (slovinsky: Tivolski ribnik). Rybník má tvar obdélníku a je mělký; má malý objem. V roce 2011 byl důkladně zrekonstruován. Používá se k rekreaci, rybaření a jako protipovodňová nádrž. Sloužil jako předloha pro vizuální umělce a hudebníky. V jezírku je malá kamenno-plastová socha s názvem Ribe („Ryba“). Je to zobrazení dvou vertikálně stojících ryb, vytvořených v roce 1935 expresionistickým sochařem Francem Kraljem a postavených v roce 1994. Na trávníku vedle rybníka funguje za teplého počasí knihovna pod širým nebem a dílna na recyklaci knih a jiných tiskovin. Během zimy se knihovna stěhuje do nedalekého skleníku.

#### Skleník a růžová zahrada
Skleník s tropickými rostlinami, provozovaný Lublaňskou botanickou zahradou, stojí poblíž severozápadního konce rybníka. Vedle skleníku je růžová zahrada. Byl postaven v letech 1993 až 1994 a renovován v roce 2007. V roce 2010 bylo přidáno více než 160 druhů růží, včetně prvního slovinského kultivaru „Prešeren“. Všechny byly označeny štítkem.

#### Hřiště
Od února 1941 do července 1943, během italské anexe Lublaně, byl park u rybníka upraven podle plánů architekta Borise Kobeho. Hřiště s názvem Paradiso dei bambini (Dětský ráj) bylo dokončeno s finanční pomocí Emilia Grazioliho, prvního vedoucího komisaře provincie Lublaň. Bylo otevřeno dne 11. července 1943. V den otevření se konala slavnost, které se zúčastnilo mnoho obyvatel Lublaně, starosta Lublaně Leon Rupnik a vedoucí komisař Giuseppe Lombrassa a zahrnovala požehnání lublaňského arcibiskupa Gregorije Rožmana.

### Sochy
Blízko severního konce rybníka na vrcholu schodiště vedoucího k zámku Tivoli stojí bronzová socha od Zdeňka Kalina, pojmenovaná Pastirček (Pastýř) nebo Deček s piščalko (Chlapec s píšťalkou). Byla vytvořena v roce 1942 a vztyčena 1. května 1946. Je to bukolická socha pochodujícího chlapce s píšťalkou. Představuje jeden z vrcholů slovinského figurativního umění.
V roce 2000 bosenský sochař Slobodan Pejić přeměnil 300 let starý dub, který v spadl při bouři, na sochu Sožitje („Soužití“). Socha je vzácnou kombinací dubu a bronzu. Je vysoká 4 metry a je porostlá mechem a lišejníky.
V září 2004, u příležitosti stého výročí jeho narození, byla v bezprostřední blízkosti rybníka na jižní straně slavnostně odhalena socha sedícího básníka, spisovatele a překladatele Edvarda Kocbeka. Jedná se o bronzovou sochu sochaře Boštjana Drinovce. Básník sedí na břehu a dívá se na svého třiceti centimetrového dvojníka na držadle banky.